# Марія з Віфанії

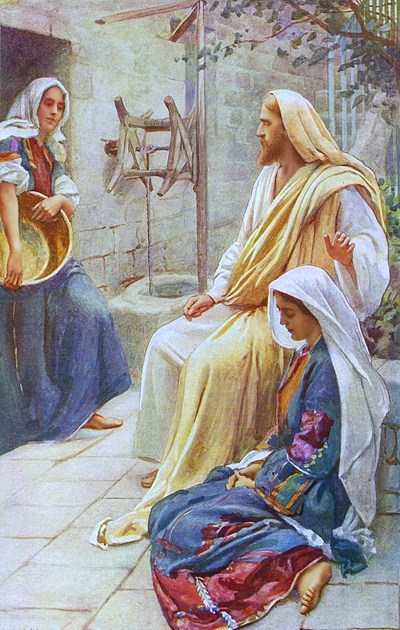
Гарольд Коппінг. Ісус у домі Марти й Марії

Марія з Віфанії — сестра Лазаря і Марти, згадувана у Євангеліях від Луки у 10 розділі та 11 розділі Івана. Обидва Євангелія описують ті самі події, доповнюючи їх кожне по-своєму (див. Марта Віфанська).

## Євангеліє від Луки
У Євангелії від Луки (Лк. 10:38-42) розповідається про Марту та Марію, її сестру. Вони проживали разом у будинку в селі Віфанія. Там проходить Ісус: «І сталось, коли вони йшли, Він прийшов до одного села. Одна ж жінка, Марта їй на ім'я, прийняла Його в дім свій. Була ж в неї сестра, що звалась Марія…». Марія сідає в ногах Ісуса та слухає його, у той час Марта клопочеться гостиною. Маючи труднощі з приготуванням гостини вона жаліється Ісусові: «Господи, чи байдуже Тобі, що на мене саму полишила служити сестра моя? Скажи ж їй, щоб мені помогла.». Ісус відповів: «Марто, Марто, турбуєшся й журишся ти про багато чого, а потрібне одне. Марія ж обрала найкращу частку, яка не відбереться від неї…». Марія, отже, зайняла місце учня у ногах вчителя.

## Євангеліє від Івана
У Євангелії від Івана два рази зустрічається Марія з Віфанії. 11 розділ (Ів. 11) розповідає про хворобу, смерть та воскресіння Лазаря. Також із цього розділу видно, що Лазар, Марія та Марта є сестрами та братом і близькими друзями Ісуса. Коли Ісус наблизився до Віфанії, Марта вибігла зустрічати його. Про Марію каже євагелист Іван: «Марія ж удома сиділа». Лазар помер і був уже у гробі 4 дні. Далі у розповіді Марта показує свою сильну віру в Ісуса. У цій розповіді про воскресіння Лазаря, Ісус зустрічається з сестрами, своєю чергою: Марта слідує за Марією. Марта, сестра більш активна, зразу вирушила на зустріч з Ісусом, а тиха і споглядальна Марія ж удома сиділа. Цей образ сестри погоджується з описаним в Євангелії від Луки (Лк. 10:38-42). Коли Марія зустрічає Ісуса, вона падає до його ніг. Далі у розповіді Марта показує свою сильну віру в Ісуса: «Коли б, Господи, був Ти отут, то не вмер би мій брат… Та й тепер, знаю я, що чого тільки в Бога попросиш, то дасть Тобі Бог!». Ісуса відповідь Марті є відповіддю вчителя, закликаючи її до надії та віри. На відміну від Марти Його відповідь на Марії є більш емоційною: «А Ісус, як побачив, що плаче вона, і плачуть юдеї, що з нею прийшли, то в дусі розжалобився та й зворушився Сам ….. І закапали сльози Ісусові..» (Ів. 11:33-35).

## Церковна традиція
За католицькою церковною традицією, Марія з Віфанії поставлена разом з Марією Магдалиною та з тою «грішницею», що мила ноги Ісусові Христу, коли Той був гостем у фарисея Симона (Лк. 7:37-50). Це сталося через епізод у Євангелії від Івана (Ів. 11:1-2, Ів. 12:1-3), у якому йдеться про те, що і Марія з Віфанії миє ноги Ісусу. Проте починаючи з 90-их років XX століття ця традиція переглянута. На відміну від іншого випадку, Марія з Віфанії у Євангелії від Івана не названа грішницею.